# Loučka (Slezské Beskydy)
Loučka (polsky: Łączka) je 835 metrů vysoký vrchol ve Slezských Beskydech. Společně s Filipkou leží na hřebeni, který ze západu obepíná údolí Hluchové.

## Turistika
Vrchol je odlesněný, nabízí za dobrého počasí výhled na Třinec, údolí Olše, a pásmo Moravskoslezských Beskyd.

## Dostupnost
- Po  zelené a pak po  červené turistické značce z Nýdku Hluchová, Kolibiska,
- po  zelené a pak po  červené turistické značce z Hrádku,
- po  žluté turistické značce z Návsí,
- po  žluté turistické značce z Bystřice nad Olší,
- po  červené turistické značce z Nýdku,
- po  červené turistické značce z Bukovce.